# Roy Vernon
Thomas Royston "Roy" Vernon (ur. 14 kwietnia 1937 w Ffynnongroew, zm. 4 grudnia 1993) – walijski piłkarz występujący na pozycji napastnika.

## Kariera klubowa
Vernon karierę rozpoczynał w sezonie 1955/1956 w angielskim zespole Blackburn Rovers. W sezonie 1957/1958 awansował z nim z Division Two do Division One. W 1960 roku odszedł do Evertonu, z którym w sezonie 1962/1963 zdobył mistrzostwo Anglii. Następnie grał w innym zespole Division One, Stoke City. Stamtąd był wypożyczany do amerykańskiego Cleveland Stokers, a także trzecioligowego Halifax Town. Występował też w południowoafrykańśkich drużynach Cape Town City i Hellenic FC oraz angielskim czwartoligowcu Great Harwood Town. W 1972 roku Vernon zakończył karierę.

## Kariera reprezentacyjna
W reprezentacji Walii Vernon zadebiutował 10 kwietnia 1957 w zremisowanym 0:0 meczu British Home Championship z Irlandią Północną. 1 maja 1957 w wygranym 1:0 pojedynku eliminacji mistrzostw świata 1958 z Czechosłowacją strzelił pierwszego gola w kadrze.
W 1958 roku Vernon znalazł się w zespole na mistrzostwa świata. Zagrał na nich w meczu ze Szwecją (0:0), a Walia odpadła z turnieju w ćwierćfinale. W latach 1957–1967 w drużynie narodowej rozegrał 32 spotkania i zdobył 8 bramek.